# Los Cedros
Los Cedros é uma comuna da província de Córdoba, na Argentina.